# Andrew Burton
Andrew Burton (* 28. Oktober 1974 in Waratah) ist ein ehemaliger australischer Snowboarder. Er startete vorwiegend in der Disziplin Halfpipe.

## Werdegang
Burton belegte bei den Snowboard-Weltmeisterschaften 2003 am Kreischberg den 33. Platz in der Halfpipe und den 30. Rang im Big Air. Sein Debüt im Snowboard-Weltcup der FIS gab er zu Beginn der Saison 2002/03 in Valle Nevado, wobei er den 36. Platz errang. Im März 2003 erreichte er mit Platz acht in Bardonecchia seine erste Top-Zehn-Platzierung im Weltcup. In der Saison 2004/05 kam er im Weltcup dreimal unter den ersten zehn und wurde damit Zehnter im Halfpipe-Weltcup. Beim Saisonhöhepunkt, den Snowboard-Weltmeisterschaften 2005 in Whistler, belegte er den 19. Platz. Auch in der Saison 2005/06 platzierte er sich im Weltcup dreimal unter den ersten zehn und errang damit den 13. Platz im Halfpipe-Weltcup. Bei seiner einzigen Teilnahme an Olympischen Winterspielen im Februar 2006 in Turin kam er auf den 32. Platz. Nach Platz 55 in Saas-Fee zu Beginn der Saison 2006/07, belegte er vier Top-Zehn-Platzierungen, darunter Platz drei in Sungwoo und zum Saisonende den 22. Platz im Gesamtweltcup sowie den vierten Rang im Halfpipe-Weltcup. Bei den Snowboard-Weltmeisterschaften 2007 in Arosa errang er den 27. Platz. Seinen 30. und damit letzten Weltcup absolvierte er im März 2007 im Stoneham, welchen er auf dem neunten Platz beendete.

## Teilnahmen an Weltmeisterschaften und Olympischen Winterspielen

### Olympische Winterspiele
- 2006 Turin: 32. Platz Halfpipe

### Snowboard-Weltmeisterschaften
- 2003 Kreischberg: 30. Platz Big Air, 33. Platz Halfpipe
- 2005 Whistler: 19. Platz Halfpipe
- 2007 Arosa: 27. Platz Halfpipe

## Weltcup-Gesamtplatzierungen
| Saison  | Gesamt | Gesamt | Halfpipe | Halfpipe |
| Saison  | Punkte | Platz  | Punkte   | Platz    |
| ------- | ------ | ------ | -------- | -------- |
| 2003/04 | -      | -      | 451      | 42.      |
| 2004/05 | -      | -      | 1490     | 10.      |
| 2005/06 | 1664   | 48.    | 1664     | 13.      |
| 2006/07 | 2010   | 22.    | 2010     | 4.       |